# Messererbote
Ein Messererbote ist eine historische Berufsbezeichnung im Trattenbacher Tal bei Ternberg in Oberösterreich. In verschiedenen Werkstätten wurden hier seit dem 16. Jahrhundert mit Hilfe der Wasserkraft des Trattenbachs Klappmesser, die so genannten Taschenfeitel hergestellt.
Messererboten hatten Aufgabe, die Kommunikation zwischen den einzelnen Werkstätten der "Feitelmacher" und der Genossenschaft aufrechtzuerhalten. Der Messererbote verteilte die eingehenden Arbeitsaufträge von der Genossenschaft auf die einzelnen Meisterbetriebe im Tal. Gleichzeitig nahmen sie Materialbestellungen von den einzelnen Werkstätten an und gaben sie an die Genossenschaft weiter, die die Bestellungen anschließend gesammelt abwickelte.
Die Funktion des Messererbotens wurde von vertrauensvollen und geachteten Persönlichkeiten in der Dorfgemeinschaft ausgeübt. Nach dem Tod eines Messererbotens übernahm mitunter – wie im Fall des langjährigen Botens Karl Stübinger – seine Witwe Anna die wichtige Aufgabe, wenn sie das Vertrauen der Feitelmacher besaß.
Die Messererboten überbrachten noch bis 1930 persönlich alle geschäftlichen Mitteilungen innerhalb des Tales. Neben den geschäftlichen Nachrichten übermittelten sie auch persönliche Botschaften im ganzen Tal. Nach der flächendeckenden Anbindung des Tales an das Telefonnetz wurden die persönlichen Nachrichtengänge mehr und mehr überflüssig.